# 문가영
문가영(文佳煐, 1996년 7월 10일~)은 대한민국의 배우이다.

## 학력
- 서울한남초등학교 (졸업)
- 보성여자중학교 (졸업)
- 풍문여자고등학교 (졸업)
- 성균관대학교 연기예술학과 (재학)

## 출연 작품

### 드라마
- 2006년 Mnet 뮤직드라마 《추락천사 제니》 ... 혜미 역
- 2007년 EBS 어린이드라마 《오늘도 맑음》 ... 리나 역
- 2007년 MBC 아침드라마 《내 곁에 있어》 ... 어린 서은주 역 (이윤지 아역)
- 2007년 MBC 미니시리즈 《궁S》
- 2007년 MBC 미니시리즈 《메리대구 공방전》 ... 어린 황메리 역 (이하나 아역)
- 2007년 KBS1 농촌드라마 《산 너머 남촌에는》 ... 나해영 역
- 2008년 MBC 주말특별기획 《달콤한 인생》 ... 나리 역
- 2009년 SBS 대하드라마 《자명고》 ... 어린 소소 역 (강예솔 아역)
- 2009년 MBC 주말특별기획 《친구, 우리들의 전설》 ... 어린 최진숙 역 (왕지혜 아역)
- 2010년 KBS1 특별기획드라마 《명가》 ... 어린 한단이 역 (한고은 아역)
- 2010년 SBS 드라마 스패셜 《나쁜 남자》 ... 어린 홍태라 역 (오연수 아역)
- 2011년 MBC 미니시리즈 《넌 내게 반했어》 ... 이정현 역
- 2012년 KBS2 단막극 《드라마 스페셜 연작 시리즈 - 보통의 연애》 ... 어린 김윤혜 역 (유다인 아역)
- 2013년 tvN 월화드라마 《후아유》 ... 단오름 역 (특별출연)
- 2013년 KBS2 주말연속극 《왕가네 식구들》 ... 왕해박 역
- 2014년 Mnet 뮤직드라마 《미미》 ... 미미 역
- 2015년 웹드라마 《우리 옆집에 엑소가 산다》 ... 연희 역
- 2015년 KBS2 수목드라마 《장사의 신 - 객주 2015》 ... 월이 역
- 2015년 네이버 tvcast 6부작 웹드라마《맛있는 연애》 ... 수진 역
- 2016년 JTBC 금토드라마 《마녀보감》 ... 솔개 역
- 2016년 웹드라마 《청춘레시피 전성기》 ... 차수빈 역
- 2016년 SBS 드라마 스페셜 《질투의 화신》 ... 이빨강 역
- 2017년 tvN 토일드라마 《명불허전》 ... 동막개 역
- 2017년 KBS2 단막극 《KBS 드라마 스페셜 - 혼자 추는 왈츠》 ... 김민선 역
- 2018년 MBC 월화드라마 《위대한 유혹자》 ... 최수지 역
- 2019년 JTBC 월화드라마 《으라차차 와이키키 2》 ... 한수연 역
- 2020년 MBC 수목드라마 《그 남자의 기억법》 ... 여하진 역
- 2021년 tvN 수목드라마 《여신강림》 ... 임주경 역
- 2022년 tvN 금토드라마 《별똥별》 … 여하진 역 (특별출연)
- 2022년 tvN 월화드라마 《링크 : 먹고 사랑하라, 죽이게》 ... 노다현 역
- 2022년 JTBC 수목드라마 《사랑의 이해》 ... 안수영 역
- 2023년 tvN 월화드라마 《이로운 사기》 … 민강윤 역 (특별출연)
- 2025년 tvN 월화드라마 《그놈은 흑염룡》 ... 백수정 역
- 2025년 tvN 토일드라마 《서초동》 ...  강희지 역
- 2025년 Netflix 오리지널 드라마 《캐셔로》 (특별출연)
- 2026년 KBS2 토일드라마 《고래별》... 허수아 역

### 영화
- 2006년 《스승의 은혜》 - 어린 은영 역
- 2007년 《날아라 허동구》 - 오예령 역
- 2007년 《검은 집》 - 목소리 출연
- 2007년 《궁녀》 - 일원 역
- 2007년 《우리동네》 - 어린 소연 역
- 2008년 《서울이 보이냐?》 - 분례 역
- 2013년 《더 웹툰: 예고살인》 - 조서현 역
- 2015년 《장수상회》 - 김아영 역
- 2015년 《아일랜드 - 시간을 훔치는 섬》 - 연주 역
- 2016년 《커터》 - 은영 역
- 2016년 《두 번째 스물》 - 수미 역

### 예능
- KBS1 《신나라 과학나라》 - MC
- 2017년 tvN 《문제적 남자》 - 게스트 (129회, 9월 10일)
- 2019년 tvN 《요즘책방 : 책 읽어드립니다》
- 2020년 MBC 《선을 넘는 녀석들 리턴즈》 - 게스트 (55회, 9월 13일)

## 수상 및 후보
| 연도 | 시상식                       | 부문                                 | 작품                               | 결과 |
| ---- | ---------------------------- | ------------------------------------ | ---------------------------------- | ---- |
| 2010 | KBS 연기대상                 | 여자 청소년연기상                    | 명가                               | 후보 |
| 2013 | KBS 연기대상                 | 여자 청소년연기상                    | 왕가네 식구들                      | 후보 |
| 2017 | KBS 연기대상                 | 여자 연작·단막극상                   | KBS 드라마 스페셜 - 혼자 추는 왈츠 | 후보 |
| 2018 | MBC 연기대상                 | 여자 신인연기상                      | 위대한 유혹자                      | 후보 |
| 2018 | MBC 연기대상                 | 월화미니시리즈부문 여자 우수연기상   | 위대한 유혹자                      | 수상 |
| 2019 | 제14회 숨피 어워즈           | 최우수 여우조연상                    | 위대한 유혹자                      | 후보 |
| 2020 | MBC 연기대상                 | 수목미니시리즈부문 여자 최우수연기상 | 그 남자의 기억법                   | 후보 |
| 2020 | MBC 연기대상                 | 온라인 베스트 커플 (with 김동욱)     | 그 남자의 기억법                   | 수상 |
| 2021 | 제6회 아시아 아티스트 어워즈 | 이모티브상                           | 빈칸                               | 수상 |
| 2023 | 제8회 아시아 아티스트 어워즈 | 베스트 액팅 퍼포먼스상               | 사랑의 이해                        | 수상 |

## 친구
- 문빈